# 백남훈
백남훈(白南薰, 1885년 11월 3일 ~ 1967년 6월 28일)은 대한민국의 정치인이다. 제5대 국회의원이다.

## 학력
- 일본동경 메이지 학원 졸업
- 일본 와세다대학 정경과 졸업

## 경력
- 일본조선유학생회회장
- 진주일신고보교장
- 진주일신여자고보교장
- 광신상업학교장
- 한국민주당총무
- 민주국민당최고위원
- 민주당최고위원
- 민주당임시대표최고위원

## 역대 선거 결과
|  | 41.45% |

|  | 31.27% |